# Історія одного кохання (роман)
«Історія одного кохання» / «Історія кохання» (англ. Love Story) — повість американського письменника і кіносценариста Еріка Вольфа Сігала.

## Історія створення
Сігал написав повість «Історія одного кохання», коли йому було 32 роки і він викладав класичну літературу в Єльському університеті (США). Спочатку книжка не викликала інтересу видавців, і тоді йому запропонували написати кіносценарій. Кіностудія Paramount Pictures за сценарієм Еріка Сігала випустила фільм «Історія кохання». Коли починалися зйомки фільму, кіностудія Paramount Pictures запропонувала авторові пройти зворотний шлях: переписати сценарій як повість. Книжка вийшла з друку у День святого Валентина 14 лютого 1970 року. Історія кохання студента Гарварда і студентки Редкліффа, що померла у фіналі від лейкемії, одразу привернула до себе увагу. Книжка надійшла у продаж до прем'єри фільму, стала бестселером у США, її перекладено 33 мовами. Стрічку, головні ролі в якій зіграли Райан О'Ніл і Елі Макгроу, було номіновано на сім премій Оскар. Хоча фільм отримав лише одну нагороду — за музику, «Історія кохання» від часу виходу на екран систематично входить у списки найромантичніших фільмів. Фільм був лідером прокату 1970 року, отримав п’‎ять «Золотих глобусів».
У 1977 році до читача прийшло продовження «Історії кохання» — повість «Історія Олівера» («Oliver's Story»), яку також було екранізовано.

## Герої
Олівер Берретт IV — син мільйонера з давнього аристократичного роду. Його батько — один із найвпливовіших промисловців і банкірів США. Юнак навчається у Гарвардському університеті, занесений до Списку пошани деканату за успіхи у навчанні 1961,1962, 1963 рр. Олівер грав у Першій збірній хокейній команді університету у 1962 і у 1963 рр. Серед його пріоритетів: кохання, досягнення матеріального благополуччя у суспільстві без допомоги батька. Наполегливий і цілеспрямований герой закінчив з відзнакою університет і отримав роботу високооплачуваного адвоката у Нью-Йоркській адвокатській конторі «Джонас і Марш».
Дженніфер Кавіллері — студентка музичного факультету Редкліффского коледжу, донька італійських емігрантів. Її мати загинула в автомобільній катастрофі, коли Дженні була ще маленькою. Вихованням дівчини займався батько, якого вона називає виключно «Філ». Дівчина самостійна і наполеглива.

## Витоки
Журнал «New York» у 1971 році заявив, що Дженні нагадує «близькозору, спортивну, жваву принцесу» Бренду Патімкін з роману Філіпа Рота «Прощай, Колумбус».
Іноді кажуть, що Альберт Гор неправдиво стверджував, що сюжет заснований на його житті в Гарварді. Насправді, Ал Гор правильно згадав, що він читав про те, що персонажі були засновані на ньому та його дружині. У 1997 році Сігал підтвердив розповідь Гора, пояснивши, що його неточно процитували в «Nashville Tennessean» і що «лише емоційний сімейний багаж романтичного героя був натхненний молодим Ал Гором. Але саме сусід Гора по кімнаті в Гарварді, Томмі Лі Джонс, надихнув ту половину персонажа, яка була чутливим красенем, мужнім спортсменом із серцем поета». Еріх Сігал зустрів обох, Джонса та Гора, в Гарварді в 1968 році, коли перебував там у творчій відпустці. Джонс згодом з'явився у ролі другого плану в екранізації роману.
Девід Джонстон, який був Генерал-губернатором Канади з 2010 по 2017 рік, став прототипом персонажа Дейві, капітана хокейної команди. Джонстон був капітаном хокейної команди Гарвард Кримсон, другом і партнером по бігу Сігала.

## Реакція
Роман мав миттєвий комерційний успіх, незважаючи на нищівні рецензії. Він був номінований на Національну книжкову премію, але його зняли з розгляду після того, як судді погрожували піти у відставку. Вільям Стайрон, голова журі з художньої літератури того року, назвав його «банальною книгою, яка просто не відповідає критеріям літератури», і припустив, що навіть номінація «принизила б» усі інші романи, що розглядалися.

## Вплив
Низка індійських фільмів були засновані на романі:
- Manjal kumkumam, тамільський фільм 1973 року
- Ankhiyon Ke Jharokhon Se, гінді-фільм Боллівуду 1978 року
- Madanolsavam, малаяламський фільм 1978 року
- Sanam Teri Kasam, гінді-фільм Боллівуду 2016 року, заснований на цьому романі.

Крім того, у гінді-фільмі Mujhse Dosti Karoge! 2002 року роман згадується кілька разів.

## Проблематика
У книзі розповідається про зворушливе і водночас трагічне кохання студента Олівера Барретта, сина мільйонера, до дочки бідного італійського емігранта Дженніфер Кавіллері. Відбувається зіткнення різних пластів:
- світу багатих і світу бідних;
- поколінь «батьків і дітей»;
- життя і смерті.

Автор наголошує, які важливі в усі часи любов і відданість, підтримка коханої людини у скрутну годину.

## Композиція роману
Автор використовує кільцеву композицію: на початку твору герой говорить про смерть двадцятип'ятирічної дівчини. І завершує розповідь п'ятирічної історії кохання до дівчини, яка була «вродлива. І розумна. Що любила Моцарта, Баха, бітлів», також смертю. Отже, розв'язка на початку і в кінці книги. І оповідач на початку книги і в кінці знаходиться один на засніженій лаві біля стадіону. Елементом сюжетотворення, зав'язкою є слова «любила Моцарта, Баха, бітлів і МЕНЕ». Саме належність до тих, кого любила дівчина, дає право згадувати-сповідатися.
Розвиток дії: непорозуміння Олівера з батьком; одруження; матеріальна скрута для молодят, які залишилися без фінансової підтримки; отримання диплома юриста і гарної роботи; Олівер Берретт IV — адвокат у конторі «Джонас і Марш» з платнею 11800 доларів на місяць.
Кульмінація: закоханих чекає новий удар долі. Пройшовши медичне обстеження, Дженні дізналась, що вона невиліковно хвора, помирає.

## Сюжет
Олівер розповідає історію свого кохання до Дженні. Зустріч героїв відбулася у бібліотеці Редкліффа. Спочатку вони змагаються у дотепності, але їм уже не байдуже один до одного. Олівер запрошує Дженні на хокейний матч із своєю участю. Підтримка Дженіфер сприяла перемозі у матчі. Дженні мріяла навчатися в Парижі, і, як краща випускниця, отримала таку можливість. Олівер вирішив одружитися з Дженніфер, адже боявся її втратити. Батько Олівера марно намагався умовити сина не квапитися з одруженням. Олівер готовий жити без грошей батька і без його благословення. Олівер і Дженні одружилися. Дівчина після закінчення коледжу працює в приватній школі, вони знімають дешеву квартиру у кварталі для бідних, економлять на відвідуванні кіно, не запрошують до себе гостей і не ходять у гості самі. Дженніфер виконує усю домашню роботу. Герої живуть у режимі суворої економії, але відчувають себе щасливими. Розлучити їх змогла лише смерть Дженні від лейкемії. Смерть коханої приводить героя до усвідомлення важливості прощення: він спілкується з батьком.

## Вивчення в школі
За програмою «ЗАРУБІЖНА ЛІТЕРАТУРА» для загальноосвітніх навчальних закладів 5–9 класи (2012 р. зі змінами 2015—2017 рр.) роман «Історія одного кохання» вивчається в 9 класі // https://mon.gov.ua/ua/osvita/zagalna-serednya-osvita/navchalni-programi/navchalni-programi-5-9-klas